# Jurcsek Béla
Jurcsek Béla (Tiszatarján, 1893. augusztus 30. – Kitzbühel, Ausztria, 1945 tavaszán) nyilas politikus.

## Élete

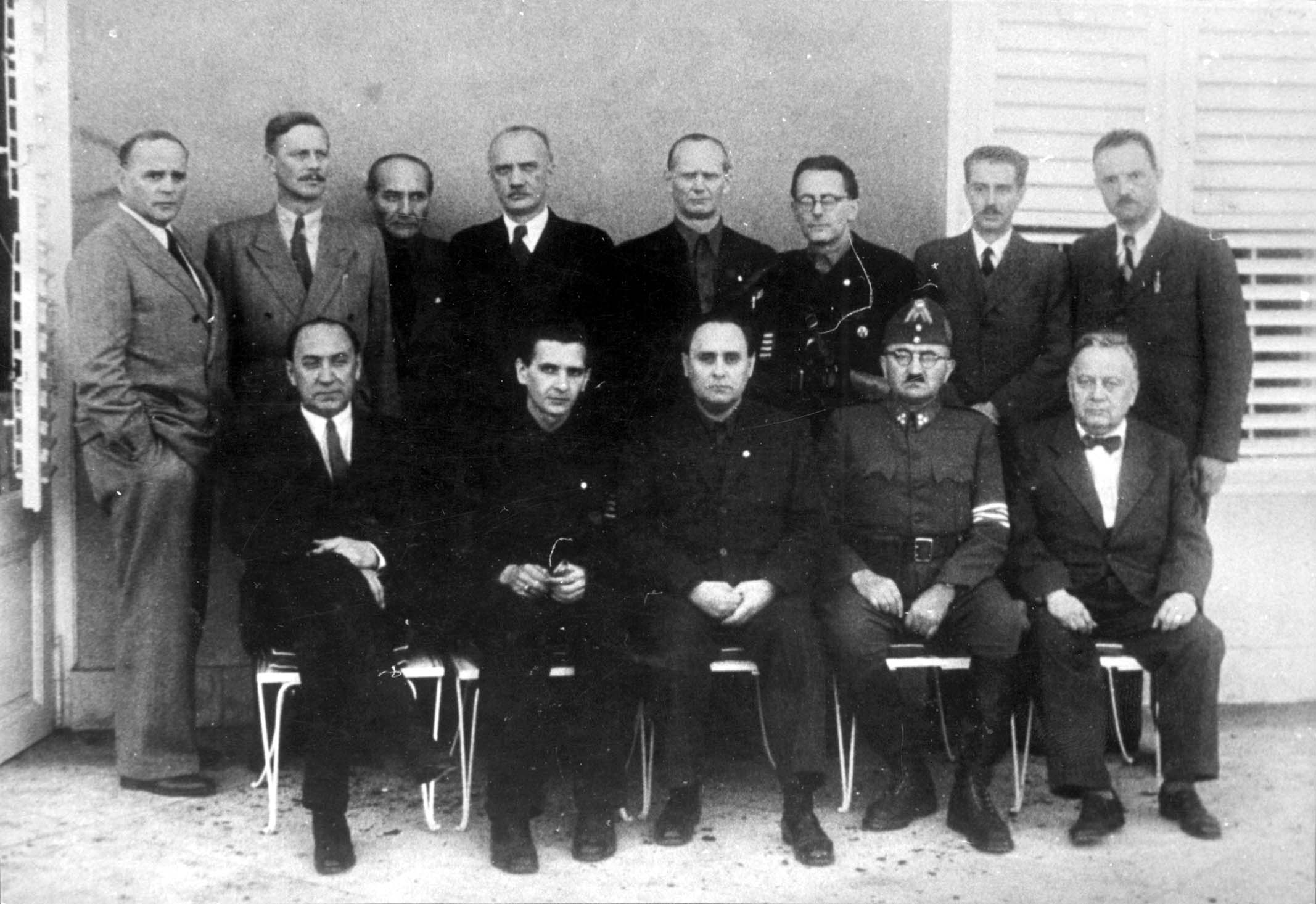
A Szálasi-kormány (Jurcsek Béla az álló sorban balról a negyedik)

Birtokos családból származott. Nagykárolyban járt középiskolába, majd gazdasági akadémiát végzett Debrecenben; ezután külföldi tanulmányutakat tett, és egy ideig dolgozott is Németországban. Családi birtokán gazdálkodva az első világháborút követően aktívan részt vett a Fejér vármegyei közéletben: 1916-tól a vármegyei törvényhatóság tagja volt, elnöke lett a Társadalmi Egyesületek Szövetsége sárbogárdi csoportjának, továbbá ő alakította meg a Revíziós Liga helyi szervezetét. Eközben újabb, politikai jellegű tanulmányutakat tett Ausztriában, Olaszországban és Németországban, illetve a Nemzeti Egység Pártja sárbogárdi szervezetének elnökségét is megszerezte. 1935-ben és 1939-ben a Nemzeti Egység Pártja programjával országgyűlési képviselővé választották a sárbogárdi körzetben.
A parlamentben főleg mezőgazdasági és szociálpolitikai témákban szólalt fel. Tagja volt a zsidókérdés tanulmányozására kiküldött pártbizottságnak, illetve az alsó- és felsőház között a II. zsidótörvény kapcsán kialakult ellentétek elsimítására alakított különbizottságnak. 1940 júniusától 1941 februárjáig mezőgazdasági termelési és értékesítési kormánybiztosként működött. 1942-től 1944-ig közellátási államtitkár, egyúttal a földművelésügyi minisztérium által létesített Magyarországi Oltóanyagtermelő Intézet elnöke volt. Államtitkárként dolgozta ki a róla utóbb Jurcsek-rendszernek nevezett, teljes beszolgáltatás rendszerét, ami a második világháború miatt romló ellátási helyzeten próbált javítani az első világháborúban tapasztalt feketepiac és a rejtegetés kiküszöbölésével.
1944. március 22-től 1944. október 16-ig a Sztójay- és a Lakatos-kormányban, majd a nyilas puccs után a Szálasi-kormányban is földművelésügyi (ideiglenesen megbízott közellátásügyi) miniszter. Ebbéli tisztségében állította fel beszolgáltatási rendszerét, ami mindent alávetett a német hadsereg totális kiszolgálásának (a magyar hadsereg és lakosság hátrányára). A szovjetek elől Ausztriába menekült. Mikor a Vörös Hadsereg Zell am Seebe érkezett, öngyilkos lett. Az általa kidolgozott beszolgáltatási rendszert a háború végeztével is fenntartották az ellátási nehézségek kiküszöbölésére.